# ISO 3166-2:PA
ISO 3166-2:PA este o secțiune a ISO 3166-2, parte a standardului ISO 3166, publicat de Organizația Internațională de Standardizare (ISO), care definește codurile pentru subdiviziunile Republicii Panama (a cărui cod ISO 3166-1 alpha-2 este PA).
În prezent sunt asignate coduri pentru două niveluri de subdiviziuni
- 9 provincii — Fiecare cod începe cu PA-, urmat de un număr de la 1 la 9
- 3 teritorii — Fiecare cod începe cu PA-, urmat de două litere.

Teritoriile Madungandi (fondat în 1996) și Wargandi (fondat în 2000) deocamdată sunt fără statut provincial și încă nu au cod ISO 3166.

## Codurile actuale
Codurile și numele diviziunilor sunt listate așa cum se regăsesc în standardul publicat de Agenția de Mentenanță a standardului ISO 3166 (ISO 3166/MA). Faceți click pe butonul din capul listei pentru a sorta fiecare coloană.

Subdiviziunile Republicii Panama

| Cod   | Nume subdiviziune |
| ----- | ----------------- |
| PA-1  | Bocas del Toro    |
| PA-4  | Chiriquí          |
| PA-2  | Coclé             |
| PA-3  | Colón             |
| PA-5  | Darién            |
| PA-6  | Herrera           |
| PA-7  | Los Santos        |
| PA-8  | Panamá            |
| PA-9  | Veraguas          |
| PA-EM | Emberá-Wounaan    |
| PA-KY | Guna Yala         |
| PA-NB | Ngäbe-Buglé       |

Note
1. ↑  Până în 2010 numele al teritoriului a fost Ngöbe-Buglé.

## Schimbări
Următoarele schimbări au fost făcute de ISO 3166/MA după prima publicarea codului ISO 3166-2 în 1998:
| Ediție / Buletin | Data publicării | Descripția schimbărilor                                                 | Schimbarea codurilor / subdiviziunilor                                                                           |
| ---------------- | --------------- | ----------------------------------------------------------------------- | --- |
| Newsletter II-2  | 30. iun. 2010   | Actualizarea subdiviziunilor administrative și codurilor lor respective | Subdiviziuni adăugate: PA-EM Emberá-Wounaan PA-NB Ngäbe-Buglé Coduri: PA-0 Comarca de San Blas → PA-KY Kuna Yala |